# Sucre, Miel et Piment
Pour plus de détails, voir Fiche technique et Distribution.
Sucre, Miel et Piment (Zucchero, miele e peperoncino) est un film italien réalisé par Sergio Martino, sorti en 1980.

## Fiche technique
- Titre original : Zucchero, miele e peperoncino
- Titre français : Sucre, Miel et Piment
- Réalisation : Sergio Martino
- Scénario : Castellano et Pipolo
- Montage : Eugenio Alabiso
- Musique : Detto Mariano
- Pays d'origine :  Italie
- Genre : Comédie
- Durée : 110 minutes
- Date de sortie : 
  - Italie - 3 octobre 1980

## Distribution
- Pippo Franco : Giuseppe Mazzarella
- Edwige Fenech : Amalia
- Renato Pozzetto : Plinio Carlozzi
- Lino Banfi : Pugliese
- Patrizia Garganese : Rosalia
- Glauco Onorato : Duilio Mencacci
- Dagmar Lassander : Mara Mencacci
- Salvatore Borgese : Alfio